# U TV (ルーマニア)
U TVはルーマニアのRCS & RDS傘下に置くルーマニアのテレビチャンネル。2005年4月9日開局。